# بوستان باغ ایرانی
بوستان باغ ایرانی یک بوستان شهری در محله ده ونک، تهران است. این بوستان بر پایهٔ عناصر باغ ایرانی بازسازی و در ۱۳۹۱ گشوده شده است..

## تاریخچه
بوستان باغ ایرانی در اصل باغ مستوفی‌الممالک متعلق به میرزا یوسف آشتیانی، صدراعظم ناصرالدین‌شاه بوده و از باغ‌های بزرگ تهران دوران قاجار به‌شمار می‌رفته است. میرزا یوسف، این باغ را زمان‌ زنده‌بودنش وقف استراحت زائران امامزاده داوود کرده و مردم تهران در میانهٔ پیمودن جادهٔ مال‌رو به آن مکان تفریحی-زیارتی، در باغ مستوفی (که در اصل چهارراه روستاهای دیگر شمیران هم بود) ساعاتی می‌ماندند.

## طراحی
مساحت بوستان باغ ایرانی ۳/۴ هکتار است که ۲/۵ هکتار از آن برای فضای سبز بکار رفته است. در طراحی و ساخت فضای سبز این بوستان، درختان کهن باغ پیشین نگه داشته شده‌اند. در میان دیگر گونه‌های گیاهی می‌توان از برگ نو، برگ بو، زرشک، شیرخشت، مورد، پیراکانتا، انواع رز و نسترن یاد کرد. باغ‌راه‌های اصلی، چنارستان، سروستان و آبنماهای محوری، کتابخانه همگانی، سر در باختری و خاوری، زمین بازی کودکان، زمین ورزشی روباز، از سازه‌ها و امکانات این بوستان به شمار می‌روند. بوستان باغ ایرانی برای توان‌یابان مناسب‌سازی شده است.

## نام‌گذاری
یک سال پس از گشایش این بوستان، با تصمیم جنجالی شورای اسلامی شهر تهران و با وجود مخالفت اولیه استانداری تهران، نام این باغ به «بوستان مهندس علی‌محمد مختاری» (مدیرعامل سازمان بوستان‌ها و فضای سبز شهر تهران از ۱۳۶۸ تاکنون) تغییر یافت.

## نگارخانه

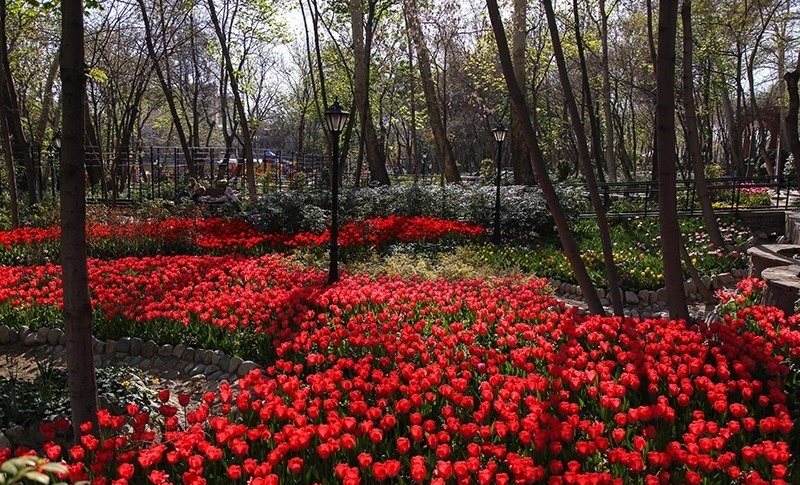
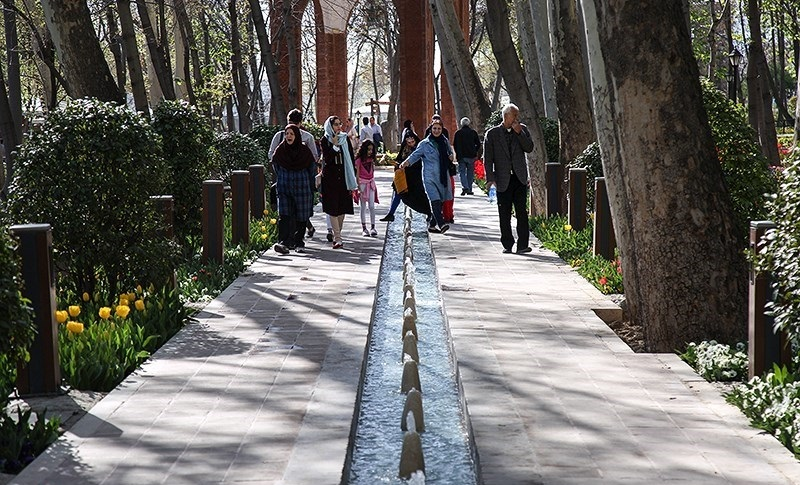
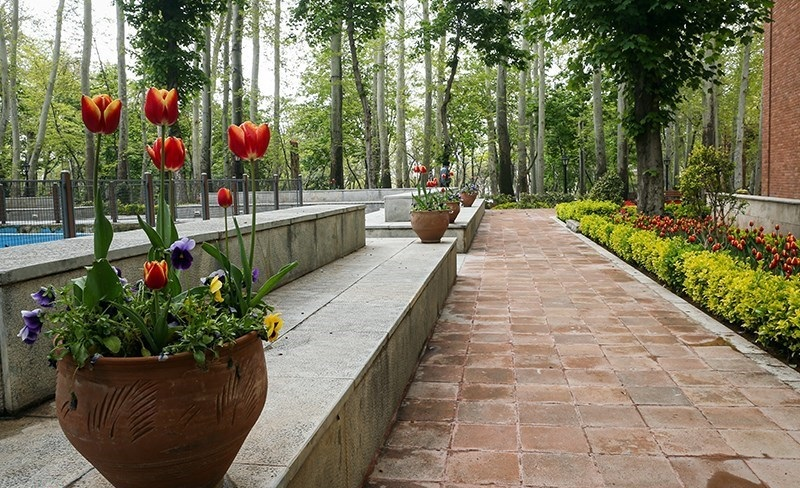
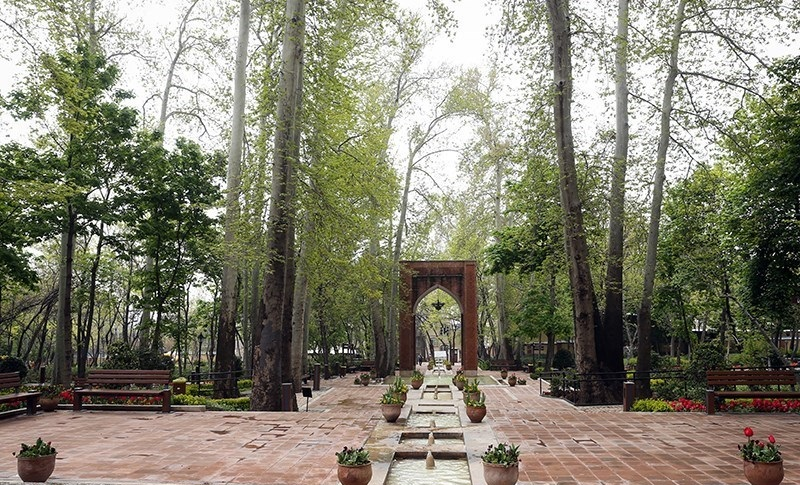
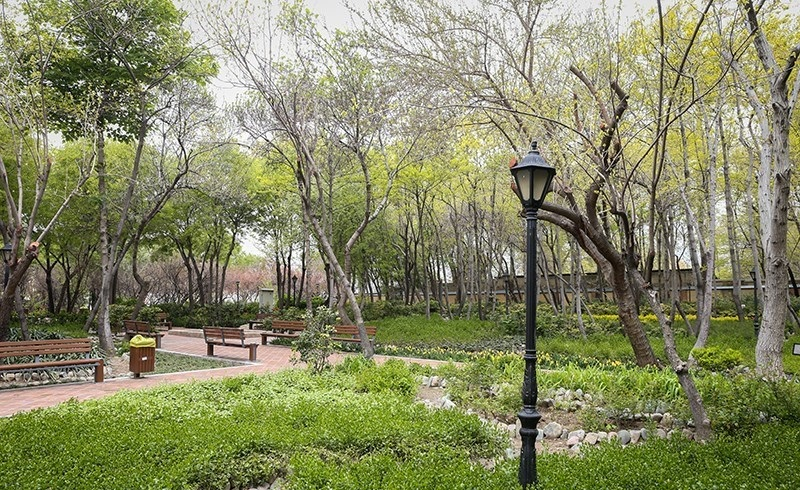